# Деца-таланти
„Деца-таланти“ е български игрален филм от 1979 година на режисьора Петър Донев.

## Актьорски състав
Не е налична информация за актьорския състав.